# 우드베리 코먼 프리미엄 아웃렛

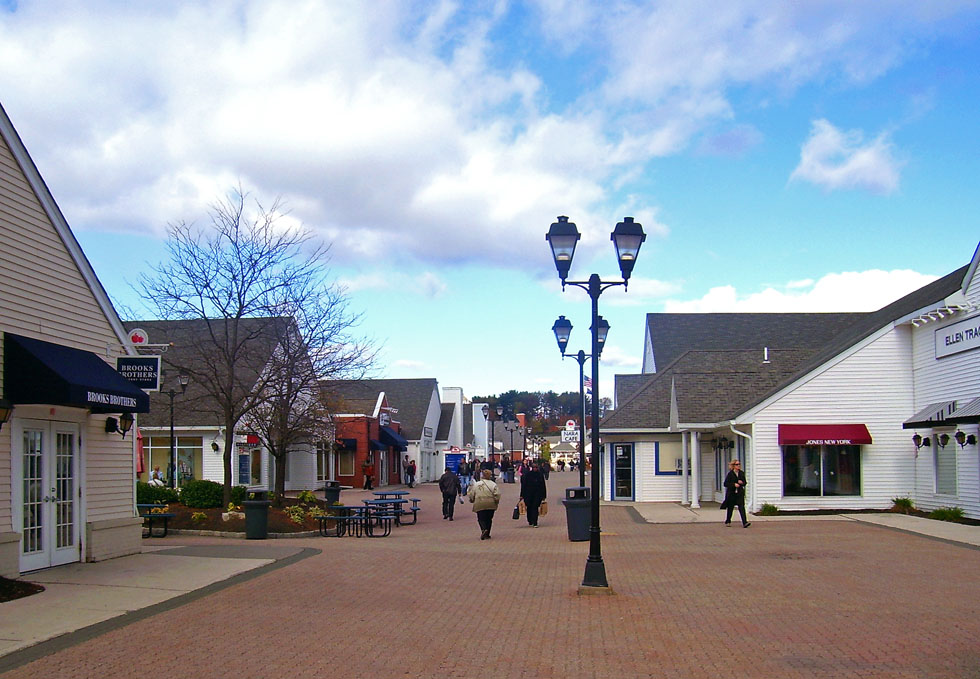
우드베리 코먼 프리미엄 아웃렛

우드베리 코먼 프리미엄 아웃렛(Woodbury Common Premium Outlets)은 뉴욕주 센트럴밸리에 있는 아웃렛 쇼핑몰이다. 1985년에 오픈하였고, 1993년, 1998년에 확장되었다. 현재 220개 점포가 영업하고 있다. 뉴욕에서 차로 1시간 정도 위치에 있기 때문에 뉴욕 관광에 온 외국인 관광객에게 인기가 높다. 가장 많은 외국인 관광객은 일본인으로, 일본어로 표기하여, 일본인을 위한 홍보도 하고있다. 점포에 따라서는 전체 매출의 40%에서 50%가 일본인 관광객이 구입하고 있는 점포도 있다.